# クリス・チョーク
クリス・チョーク（Chris Chalk）は、アメリカ合衆国の俳優。

## 出演作品

### 映画
- ファインド・ミー Come and Find Me (2016、バック・キャメロン/カイル・マッカーサー)
- それでも夜は明ける（クレメンズ・レイ）
- ロバート・デ・ニーロ エグザイル
- ゴジラvsコング

### テレビドラマ
- 銃弾の副作用
- GOTHAM/ゴッサム（ルーシャス・フォックス）
- ニュースルーム（ゲイリー・クーパー）
- アンフォゲッタブル 完全記憶捜査
- HOMELAND（トム・ウォーカー）
- PERSON of INTEREST 犯罪予知ユニット
- LAW&ORDER:クリミナル・インテント
- LAW & ORDER
- ボクらを見る目 (青年期のユセフ・サラーム)
- ペリー・メイスン Perry Mason (2020-)